# Pomacanthus annularis
Pomacanthus annularis, conosciuto comunemente come pesce angelo ad anelli blu, è un pesce angelo della famiglia Pomacanthidae che si trova nella regione Indo-Pacifica, dall’Africa dell'est fino al sud del Giappone, passando per l’Indonesia, la Nuova Guinea e la Nuova Caledonia.

## In acquario
È un membro altamente ricercato e apprezzato del genere Pomacanthus, che è composto da grandi pesci angelo. Il pesce angelo blu-cerchiato può raggiungere i 12 pollici allo stato libero, e può spesso arrivare alle stesse lunghezze anche in cattività.
Presenta considerevoli somiglianze con il pesce angelo imperatore, come il cambiamento di colore durante lo sviluppo dall'età giovanile a quella adulta. Gli esemplari giovani del pesce angelo ad anelli blu sono inizialmente blu scuro, quasi neri, con ampie striature verticali di colore bianco e turchese. In età adulta presentano un colore viola con linee semicircolari al centro del corpo.
In acquario i pesci angelo ad anelli blu si nutrono di alghe, ma consumano anche pesce e corallo. È risaputo che mangino gamberetti e rosicchino coralli duri a polipo grande e piccolo. In generale, gran parte degli acquaristi esperti sconsiglia di tenere questa specie in un acquario corallino a causa di quest'abitudine.